# Sunita Williams
Sunita Williams (nascuda com a Sunita Pandya Krishna; 19 de setembre de 1965) és una astronauta estatunidenca d'ascendència índia i oficial de la Marina dels Estats Units que va tenir el rècord del vol espacial més llarg per una dona.

## Biografia
Va ser assignada a l'Estació Espacial Internacional (EEI) com a membre de l'Expedició 14 i Expedició 15. En el 2012, va servir com a enginyera de vol en l'Expedició 32 i llavors va ser comandant de l'Expedició 33. A més de tenir el rècord del vol espacial més llarg per una dona també va tenir el rècord de nombre de passeigs espacials en dones, i en major duració de temps. Williams va batre per primera vegada els dos rècords de caminada espacial per a les viatgeres espacials—el major nombre passeigs, i la major duració en passeig espacial—durant l'Expedició 14/15 en el 2007, però tots dos rècords van ser superats per Peggy Whitson durant l'Expedició 16. Williams va recuperar els dos rècords durant la seva sisena caminada espacial, el 5 de setembre de 2012, i actualment té 50 hores i 40 minuts de temps de passeig espacial (set caminades).
El 2024 va ser una dels astronautes de la primera missió tripulada de la nau Boeing CST-100 Starliner a l'EEI, que inicialment havia de durar 8 dies però es va allargar durant mesos degut a problemes tècnics.

## Reconeixements
El desembre de 2024, la BBC va incloure-la en la seva llista 100 Women, que reconeix a les dones més inspiradores i influents de l'any a nivell mundial.